# Катериновка (Луганская область)
Катериновка (укр. Катеринівка) — село, относится к Попаснянскому району Луганской области Украины.

## География
Соседние населённые пункты: поселок Камышеваха на северо-западе, город Золотое на северо-востоке, село Березовское на востоке, посёлок Молодежное и город Первомайск на юго-востоке, село Новоалександровка и город Попасная (районный центр) на юго-западе.

## Население
Население по переписи 2001 года составляло 484 человека.

## Общая информация
Почтовый индекс — 93344. Телефонный код — 6474. Занимает площадь 1,789 км². Код КОАТУУ — 4423881102.

## Местный совет
93343, Луганская обл., Попаснянский р-н, с. Березовское, ул. Первомайская, 23а